# Tvis Kloster
Tvis Kloster blev grundlagt i 1163 af den fra folkesagnene så kendte prins Buris Henriksen, som skænkede sin gård 'Tvisel' til abbed Peder fra Herrevad Kloster i Skåne, der hørte til cistercienserordenen. Til klosterets underhold skænkede prins Buris endvidere birkerne Felling, Skjern, Hjerm og Hvistorp (Kvistrup). Ved reformationen bestod klosterets jordegods af cirka 200 bøndergårde i alt. Efterhånden blev jorden dyrket af lægbrødre, mens de egentlige munke tilbragte dagen med bøn, boglige studier og lettere manuelt arbejde.
Klosteret blev kaldt 'Tuta Vallis' (lat.: den sikre dal), idet den blev bygget på en ø mellem to åløb og var omgivet af flere sandbakker, hvilket gav en god beskyttelse. Placeringen ved Storåen og Tvis Å gav ligeledes gode transportveje til de omkringliggende byer og landsbyer.
De indtægter, som kom fra jordegodset, blev dels sendt til moderklosteret og paven i Rom, dels brugt på socialt hjælpearbejde, undervisning og videnskab. Som på de fleste andre klostre var munkene på Tvis kloster i stand til at behandle en række sygdomme. 
På klosteret har der været et klokkestøberi. Den dag i dag findes klokker i hhv. Hjerm, Lomborg og Vejrum kirker, som blev produceret på Tvis Kloster. Desuden fandtes et mindre teglværk.
I årene forud for reformationen fik klosteret vanskeligheder med at få dækket de stadig stigende udgifter. Grunden dertil var nok den, at munkevæsenets anseelse var på tilbagegang, samtidig med at klosterets værdier blev drænet fra flere sider. 
Ved reformationen i 1536 blev munkevæsenet ophævet, og kongen overtog klosteret og de tilhørende jorder. Den sidste katolske biskop Oluf Munk fra Ribe overtog herpå klosteret i 1547, som herefter blev omformet til en herregård. Som klausul for overtagelsen skulle de munke, som stadig boede på klosteret, få lov til at blive boende til deres død. Familien Munk ejede herregården til 1614, hvor det kom i Mogens Ulfeldts eje. Efterfølgende var det bl.a. de kendte familier Rantzau, Trolle, og Bille, som ejede herregården.
I år 1681 kom klosteret i Gabriel Grubbes eje. På dette tidspunkt var klosteret så forfaldent, at Grubbe i 1698 ansøgte kong Christian 5. om at måtte rive bygningerne ned. Kongen gav sin tilladelse, men betingede sig, at der byggedes en kirke på stedet. Grubbe indrettede derfor en del af klosterets vestfløj (den gamle spisesal) til kirke. Denne del af klosteret fungerede herefter som sognekirke i Tvis indtil 1884, hvor der blev bygget en ny kirke midt i sognet.
I 1889 besluttede sognerådet at rive den gamle kirke ned og dermed den sidste rest af klosteret. Man sendte en ansøgning om tilladelse til nedrivningen, men afventede ikke svaret, før man begyndte nedrivningen. Da svaret indløb (et afslag), var kirken jævnet med jorden. Kirkegården, som var blevet etableret i forbindelse med kirken, blev bevaret. I 1935 rejstes en mindesten over klosteret på alterets plads midt i kirkegården.
I 1921-23 foretog Nationalmuseet og i 1978-79 Holstebro Museum udgravninger på stedet.

## Opbygning af klosteret
Tvis Kloster har været et firlænget anlæg af størrelsesorden ca. 50 x 50 meter (2500 m²). Klosterkirken har udgjort nordfløjen med koret i øst. Østfløjen har i stueplanet indeholdt sakristi, kapitelsal, opgang til 1. etages sovesal, port og i den sydlige ende et samlingsrum. Sydfløjen har sandsynligvis indeholdt en spisesal og et tilhørende køkken, mens vestfløjen har fungeret som bryggers til opbevaring af fødevarer.

## Beliggenhed
Tvis Kloster lå cirka 4 kilometer øst for Holstebro ved Tvis Mølle lidt syd for østenden af Vandkraftsøen, hvor Tvis Å løber ud i Storåen/søen.

## Billedgalleri
- Mindesten for Tvis Kloster på den gamle kirkegård
- Grundplan over klosteret og kirkegården
- Luftfoto af udgravingerne i årene 1978-79
- Gravfund af en munk
- Antydning af klosterets grundmure
- Tvis' nedlagte kirkegård
- Tvis Mølle ved klosteret

## Eksterne kilder og henvisninger
- Wikimedia Commons har flere filer relateret til Tvis Kloster
- Om Tvis Kloster i J.P. Trap: Kongeriget Danmark, udarbejdet af H. Weitemeyer (3. udgave, 5. bind, 1906)

56°21′1″N 8°41′6″Ø / 56.35028°N 8.68500°Ø